# Elizabeth Daily

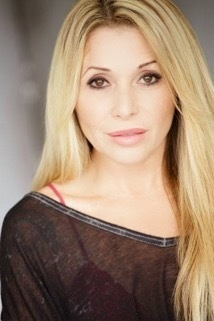
Elizabeth Daily (2018)

Elizabeth Daily (* 11. September 1961 in Los Angeles, Kalifornien), eigentlich Elizabeth Ann Guttman, ist eine US-amerikanische Sängerin, Synchronsprecherin und Schauspielerin.

## Leben
Daily begann ihre Karriere 1978 mit einer Statistenrolle. Es folgten Gastauftritte in Fernsehserien, zudem trat sie in Rod Stewarts Musikvideo zu Young Turks auf. 1982 hatte sie in Der große Zauber erstmals eine größere Nebenrolle an der Seite von Raúl Juliá und Desi Arnaz, im Jahr darauf spielte sie in Martha Coolidges Filmkomödie Valley Girl neben Nicolas Cage. Mitte der 1980er Jahre wirkte sie unter anderem in Walter Hills Straßen in Flammen sowie in den Komödien Eine starke Nummer und Fandango mit.
1985 unterschrieb sie einen Plattenvertrag bei A&M Records und veröffentlichte im darauf folgenden Jahr unter dem Namen E.G. Daily ihr erstes Album Wild Child, welches unter anderem von Harold Faltermeyer und Keith Forsey produziert wurde. Mit der aus dem Album ausgekoppelten Single Say It, Say It hatte sie einen kleineren Charterfolg; diese konnte sich auf Platz 70 der Billboard Hot 100 platzieren und erreichte die Spitze der Billboard Dance-Music-Charts. Mit Love in the Shadows und Mind Over Matter, einem Beitrag zum Soundtrack der Carl-Reiner-Komödie Summer School, konnte sie danach zwei weitere Singles in den Top 20 der Dance-Music-Charts platzieren, diese verpassten jedoch den Einzug in die Billboard Hot 100. Dem 1989 erschienenen zweiten Album war kein kommerzieller Erfolg beschieden, woraufhin der Plattenvertrag aufgelöst wurde. Ein drittes Album entstand zehn Jahre später.
Ab Anfang der 1990er Jahre arbeitete Daily hauptsächlich als Synchronsprecherin, so spricht sie seit 1991 die Rolle des Tommy Pickles in der Zeichentrickserie Rugrats sowie in den darauf basierenden Spielfilmen und dem Spin-off All Grown Up – Fast erwachsen. Zwischen 1995 und 2005 sprach sie Buttercup in der Serie The Powerpuff Girls. Zudem sprach sie die Stimme des Schweinchen Babe in Schweinchen Babe in der großen Stadt. In der Titelmusik zu Two and a Half Men sang Daily die Gesangsstimme von Angus T. Jones ein.
Daily unterhielt Mitte der 1980er Jahre eine Beziehung mit dem Schauspieler Jon-Erik Hexum. Zwischen 1995 und 2000 war sie mit Rick Salomon verheiratet, aus der Ehe gingen zwei Kinder hervor. Seit 2010 ist sie in zweiter Ehe verheiratet.

## Filmografie (Auswahl)

### Als Schauspielerin
- 1981: Wacko
- 1981: Street Music
- 1982: CHiPs
- 1983: Valley Girl
- 1984: Straßen in Flammen (Streets of Fire)
- 1984: Eine starke Nummer (No Small Affair)
- 1985: Fandango
- 1985: Pee-Wee’s irre Abenteuer (Pee-wee’s Big Adventure)
- 1989: Loverboy – Liebe auf Bestellung (Loverboy)
- 1991: Der Giftzwerg (Dutch)
- 1991: Dogfight
- 1997: Friends (Geld oder Freundschaft)[2]
- 2005: The Devil’s Rejects
- 2006: Die Party Animals sind zurück! (Pledge This!)
- 2006: Aquamarin – Die vernixte erste Liebe (Aquamarine)
- 2006: Mustang Sally’s Horror House
- 2012: Yellow
- 2016: 31
- 2018: The Litch
- 2020: The Blonde Experiment

### Als Synchronsprecherin
- 1991–2000: Rugrats
- 1992: Lorenzos Öl (Lorenzo’s Oil)
- 1992–1997: Eek! The Cat
- 1994: Aaahh!!! Monster (Aaahh!!! Real Monsters)
- 1994: Die kleinen Superstrolche (The Little Rascals)
- 1994: The Flintstones
- 1995: Goofy – Der Film (A Goofy Movie)
- 1995–2005: The Powerpuff Girls
- 1996: Die Dschungelbuch-Kids (Jungle Cubs)
- 1996: Rockos modernes Leben (Rocko’s Modern Life)
- 1997: Extreme Ghostbusters
- 1998: Gen 13
- 1998: Disneys Große Pause (Recess)
- 1998: Schweinchen Babe in der großen Stadt (Babe: Pig in the City)
- 1998: Rugrats – Der Film (The Rugrats Movie)
- 2000: Rugrats in Paris – Der Film (Rugrats in Paris: The Movie)
- 2001: Typisch Andy! (What’s with Andy?)
- 2002–2004: Chalk Zone – Die Zauberkreide (Chalk Zone)
- 2003–2007: All Grown Up – Fast erwachsen (All Grown Up)
- 2006: Happy Feet
- 2006–2020: Coco – Der neugierige Affe (Curious George)
- 2010: Cats & Dogs – Die Rache der Kitty Kahlohr (Cats & Dogs: The Revenge of Kitty Galore)
- 2010–2012: Die Avengers – Die mächtigsten Helden der Welt (The Avengers: Earth's Mightiest Heroes)
- 2010–2013: Pound Puppies – Der Pfotenclub (Pound Puppies)
- 2011: Happy Feet 2
- 2013–2015: Julius Jr.
- 2014: TripTank
- 2016: Avengers – Gemeinsam unbesiegbar! (Avengers Assemble)
- 2020: Tigtone
- seit 2021: Rugrats

## Diskografie

### Alben
- 1985: Wild Child
- 1989: Lace Around the Wound
- 1999: Tearing Down the Walls
- 2007: Changing Faces

### Singles
- 1986: Say It, Say It
- 1986: Love in the Shadows
- 1987: Mind over Matter
- 1989: Some People